# トゴットメバル
トゴットメバル（戸毎眼張、戸毎目張、戸毎鮴、Sebastes joyneri）は、メバル属に属する魚の一種。別名、オキメバル（沖眼張、沖目張）、チョウチンメバル（提灯眼張、提灯目張）など。

## 分布
本州から九州、朝鮮半島に生息する。

## 形態
全長約20cm。メバルに似るが、体色が淡紅色で、背鰭の基部から背にかけ、明瞭な黒褐色の斑紋が並ぶ。
また、ウスメバルとは背の斑紋の形が定型で、色が濃い事で識別される。
側線有孔鱗がメバルの42-45に対し、本種は47-53と多い。

## 生態
メバルは沿岸の岩礁に生息するが、本種はより深い海域に生息する。

## 利用
食用で、旬は春とされる。主に煮付けや揚げ物にして賞味される。
釣りの対象にもなる。